# USS Lizardfish (SS-373)
USS Lizardfish (SS-373) là một  tàu ngầm lớp Balao được Hải quân Hoa Kỳ chế tạo trong Chiến tranh Thế giới thứ hai. Nó là chiếc tàu chiến duy nhất của Hải quân Hoa Kỳ được đặt cái tên này, theo tên họ Cá mối. Nó đã phục vụ trong giai đoạn cuối của Thế Chiến II, thực hiện được hai chuyến tuần tra và đánh chìm một tàu săn ngầm Nhật Bản tải trọng khoảng 100 tấn, rồi được cho ngừng hoạt động sau khi xung đột chấm dứt vào năm 1946. Đến năm 1959, nó được nâng cấp trong Chương trình Ống hơi Hạm đội trước khi chuyển cho Ý để tiếp tục phục vụ như là chiếc Evangelista Torricelli (S 512) từ năm 1960 đến năm 1976. Con tàu cuối cùng bị tháo dỡ để làm nguồn phụ tùng. Lizardfish được tặng thưởng một Ngôi sao Chiến trận do thành tích phục vụ trong Thế Chiến II.

## Thiết kế và chế tạo
Thiết kế của lớp Balao được cải tiến dựa trên  tàu ngầm lớp Gato dẫn trước, là một kiểu tàu ngầm hạm đội có tốc độ trên mặt nước cao, tầm hoạt động xa và vũ khí mạnh để tháp tùng hạm đội chiến trận. Khác biệt chính so với lớp Gato là ở cấu trúc lườn chịu áp lực bên trong dày hơn, và sử dụng thép có độ đàn hồi cao (HTS: High-Tensile Steel), cho phép lặn sâu hơn đến 400 ft (120 m). Con tàu dài 311 ft 9 in (95,02 m) và có trọng lượng choán nước 1.526 tấn Anh (1.550 t) khi nổi và 2.424 tấn Anh (2.463 t) khi lặn. Chúng trang bị động cơ diesel dẫn động máy phát điện để cung cấp điện năng cho bốn động cơ điện, đạt được công suất 5.400 shp (4.000 kW) khi nổi và 2.740 shp (2.040 kW) khi lặn, cho phép đạt tốc độ tối đa 20,25 hải lý trên giờ (37,50 km/h) và 8,75 hải lý trên giờ (16,21 km/h) tương ứng. Tầm xa hoạt động là 11.000 hải lý (20.000 km) khi đi trên mặt nước ở tốc độ 10 hải lý trên giờ (19 km/h) và có thể hoạt động kéo dài đến 75 ngày.
Tương tự như lớp Gato dẫn trước, lớp Balao được trang bị mười ống phóng ngư lôi 21 in (530 mm), gồm sáu ống trước mũi và bốn ống phía phía đuôi tàu, chúng mang theo tối đa 24 quả ngư lôi. Vũ khí trên boong tàu gồm một hải pháo 4 inch/50 caliber, một khẩu pháo phòng không Bofors 40 mm nòng đơn và một khẩu đội Oerlikon 20 mm nòng đôi, kèm theo hai súng máy .50 caliber. Trên tháp chỉ huy, ngoài hai kính tiềm vọng, nó còn trang bị ăn-ten radar SD phòng không và SJ dò tìm mặt biển. Tiện nghi cho thủy thủ đoàn bao gồm điều hòa không khí, thực phẩm trữ lạnh, máy lọc nước, máy giặt và giường ngủ cho hầu hết mọi người, giúp họ chịu đựng cái nóng nhiệt đới tại Thái Bình Dương cùng những chuyến tuần tra kéo dài đến hai tháng rưỡi.
Lizardfish được đặt lườn tại xưởng tàu của hãng Manitowoc Shipbuilding Company ở Manitowoc, Wisconsin vào ngày 14 tháng 3, 1944. Nó được hạ thủy vào ngày 16 tháng 7, 1944, được đỡ đầu bởi bà Lansdale G. Sasscer, phu nhân Dân biểu Sasscer của tiểu bang Maryland, và được cho nhập biên chế cùng Hải quân Hoa Kỳ vào ngày 30 tháng 12, 1944 dưới quyền chỉ huy của Hạm trưởng, Trung tá Hải quân Ovid McMaster Butler.

## Lịch sử hoạt động

### USSLizardfish
Sau khi hoàn tất việc chạy thử máy huấn luyện tại hồ Michigan, Lizardfish rời Manitowoc vào ngày 20 tháng 1, 1945 để đi đến Lockport, Illinois, nơi nó được đưa lên một ụ nổi và được kéo đi dọc theo sông Mississippi, đi đến Algiers, Louisiana vào ngày 1 tháng 2. Nó khởi hành năm ngày sau đó để băng qua kênh đào Panama và đi sang khu vực Thái Bình Dương, đi đến Trân Châu Cảng vào ngày 23 tháng 3.

#### Chuyến tuần tra thứ nhất
Rời Trân Châu Cảng vào ngày 9 tháng 4 cho chuyến tuần tra đầu tiên trong chiến tranh, Lizardfish được tiếp thêm nhiên liệu tại vào ngày Saipan 21 tháng 4, rồi đi đến khu vực tuần tra tại biển Đông. Nó tuần tra dọc bờ biển Đông Dương thuộc Pháp từ ngày 30 tháng 4 đến ngày 18 tháng 5, nhưng không tìm thấy mục tiêu nào phù hợp. Chuyển sang tuần tra trong biển Java từ ngày 23 đến ngày 28 tháng 5, chiếc tàu ngầm tiếp tục có kết quả đáng thất vọng. Nó kết thúc chuyến tuần tra và quay trở về căn cứ tại Fremantle, Australia vào ngày 2 tháng 6.

#### Chuyến tuần tra thứ hai
Lên đường vào ngày 28 tháng 6 cho chuyến tuần tra thứ hai, Lizardfish tiếp tục hoạt động tại các vùng biển Java và biển Đông. Vào ngày 5 tháng 7, nó xâm nhập vịnh Chelukan Bawang, Bali, tìm thấy bốn sà lan, một tàu hàng nhỏ 250 tấn và một tàu săn ngầm 100 tấn, tất cả đều được ngụy trang chu đáo. Chiếc tàu ngầm đã phóng ngư lôi đánh chìm chiếc tàu săn ngầm rồi trồi lên mặt nước và dùng hải pháo 5 in (130 mm) bắn cháy cả bốn chiếc sà lan trước khi rút lui ra phía biển.
Đang khi tuần tra dọc bờ biển phía Tây gần eo biển Sunda vào ngày 19 tháng 7, Lizardfish tấn công một đoàn tàu vận tải và bắn cháy ba tàu chở hàng. Sau đó nó đi đến ngoài khơi Singapore để làm nhiệm vụ tìm kiếm và giải cứu, hỗ trợ cho hoạt động không kích của máy bay ném bom B-24 Liberator Không lực. Chiếc tàu ngầm quay trở về vịnh Subic, Philippines vào ngày 6 tháng 8, và vẫn đang ở tại căn cứ này khi Nhật Bản chấp nhận đầu hàng chín ngày sau đó, giúp chấm dứt vĩnh viễn cuộc xung đột.
Rời vịnh Subic vào ngày 31 tháng 8, Lizardfish quay trở về Hoa Kỳ, và sau chặng dừng tại Trân Châu Cảng đã về đến San Francisco, California vào ngày 22 tháng 9. Nó đi đến Eureka, California vào ngày 24 tháng 10 để tham gia những lễ hội nhân ngày Hải quân, rồi quay trở về Tiburon, California năm ngày sau đó và neo đậu tại cảng này cho đến ngày 2 tháng 1, 1946. Con tàu đi đến San Diego để phục vụ như tàu huấn luyện cho Trường Sonar Hạm đội cho đến ngày 5 tháng 3, rồi đi đến để chuẩn bị ngừng hoạt động. Lizardfish được cho xuất biên chế vào ngày 24 tháng 6, 1946, và được đưa về Hạm đội Dự bị Thái Bình Dương tại Xưởng hải quân Mare Island.

### Evangelista Torricelli(S 512)
Đưa ra khỏi thành phần dự bị vào ngày 16 tháng 3, 1959, Lizardfish đi đến Xưởng hải quân Trân Châu Cảng, nơi nó được hiện đại hóa trong khuôn khổ Chương trình Công suất đẩy dưới nước lớn hơn (GUPPY), giúp cải thiện đáng kể tốc độ lặn dưới nước và tầm xa hoạt động. Con tàu được chuyển giao cho chính phủ Ý vào ngày 9 tháng 1, 1960 và phục vụ cùng Hải quân Ý như là chiếc Evangelista Torricelli (S 512) cho đến năm 1976. Nó sau đó bị tháo dỡ làm nguồn phụ tùng.

## Phần thưởng
Lizardfish được tặng thưởng một Ngôi sao Chiến trận do thành tích phục vụ trong Thế Chiến II. Nó được ghi công đã đánh chìm một tàu săn ngầm Nhật Bản tải trọng khoảng 100 tấn.
|  |             |  |
|  | Bronze star |  |

| Dãi băng Hoạt động Tác chiến  |                                                                         |                                      |
| Huân chương Chiến dịch Hoa Kỳ | Huân chương Chiến dịch Châu Á-Thái Bình Dương với 1 Ngôi sao Chiến trận | Huân chương Chiến thắng Thế Chiến II |